# Сумия
Сумия (дарг. Сумиямахьи) — село в Дахадаевском районе Дагестана. Входит в Дуакарский сельсовет.

## География
Село расположено на северном склоне горы Ураридаг на высоте 1669 м над уровнем моря. Находится в 19 км к юго-западу от села Уркарах (райцентр), в 68 к западу от Дербента и в 100 км к югу от Махачкалы.
В селе протекает река Сумиякотты (бассейн реки Кинтуракотты). В селе одна улица — Речная.
Ближайшие населённые пункты (в радиусе 3,5 км): Кищамахи, Хулабаркмахи, Узралмахи, Дуакар, Микрасанамахи, Сур-Сурбачи, Аяцури, Мукракари, Уцулимахи, Буккамахи.
Климат умеренно континентальный.

## Население
| 1895 | 1926 | 1939 | 1970 | 1989 | 2002 | 2010 |
| ---- | ---- | ---- | ---- | ---- | ---- | ---- |
| 203  | ↘175 | ↘130 | ↘128 | ↘124 | ↗147 | ↗149 |
| 2021 |      |      |      |      |      |      |
| ↘116 |      |      |      |      |      |      |

Национальный состав: даргинцы — 100 %.

## История
Село образовалось как выселок Сумиямахи села Дуакар. Относится к историко-географической области Сюрга (Сирха) Внутреннего Дагестана.
Объекты села, включённые в список памятников истории и культуры регионального значения: кладбище (кон. XIX в.), дом Газиева А. (нач. XIX в.), источник (нач. XIX в.).

## Этимология
Название происходит от даргинского слова сумк (ложь, обман). Селение возникло на террасе, которое считалось очень неустойчивым, обманчивым в отношении урожайности.